# Аґата-Інуакаї но Мітійо
Аґата-Інуакаї но Мітійо (яп. 県犬養三千代, あがたいぬかいのみちよ; ? — 4 лютого 733) — японська аристократка і придворна періоду Нара. Також відома як Татібана но Мітійо (橘三千代).

## Короткі відомості
Аґата-Інуакаї но Мітійо народилася у сім'ї міністра Аґата-Інуакаї но Адзумабіто. Вона була одружена із принцом Міне, від якого народила принців Кацураґі, Саї та принцесу Муро. Згодом Мітійо вийшла заміж вдруге за Фудзівару но Фухіто, від якого у 701 році народила Асукабе, майбутню імператрицю Комьо.
Мітійо служила у імператорському конкубіні і впливала на японську політику, допомагаючи роду свого чоловіка, Фудзівара, збільшити авторитет при дворі. У 708 році, на святі ніїнамесай імператриця Ґеммей дарувала Мітійо прізвище Татібана (橘) і титул вельмишановної пані сукуне (宿禰) за відданість імператорській родині. У 721 році під час тяжкої хвороби Ґеммея, вона постриглася у монахині. У 729 році після інтронації своєї доньки, вона стала головою імперського конкубіну, сконцентрувавши у своїх руках значну владу в імператорському палаці.
Мітійо померла у 733 році. Припускають, що вона відійшла у той світ у віці 70 років, оскільки її перший син, принц Кацураґі, народився близько 684 року. В день своєї смерті Мітійо мала титул палацової придворної наймьофу (内命婦) і займала 3-й ранг чиновницької ієрархічної драбини. У 760 їй посмертно було присуджено титул великої дружини (大夫人) і 1-й чиновницький ранг посмертно.
Мітійо приписують один із віршів стародавнього збірника японських віршів «Манйосю». У храмі Хорюдзі зберігається ларчик, який за переданням був подарований ченцям від її імені.